# アメリカ (ジョージ・アダムスのアルバム)
『アメリカ』（America）は、アメリカ合衆国のジャズ・サクソフォーン奏者、ジョージ・アダムスが1989年に録音・1990年に発表したスタジオ・アルバム。ブルーノート・レコードの傍系レーベル「サムシンエルス」により制作・発表された。

## 解説
大部分の曲はアメリカの伝統歌だが、アダムスのオリジナル曲も2曲収録され、アダムスは3曲でボーカルも兼任した。
スコット・ヤナウはオールミュージックにおいて5点満点中4.5点を付け、全体像に関して「ジョージ・アダムスが発表した、特に楽しめるレコードの一つ」「親しみやすく愛国的で、常に驚きのある推薦盤」と評し、最大の聴き所として、アダムスの無伴奏ソロによる「ボールゲームに連れてって」を挙げている。また、『CDジャーナル』のミニ・レビューでは「企画臭が鼻につく分興醒めだが、アダムスのプレイの純真さに救われる1枚」と評されている。

## 収録曲
1. アメリカ・ザ・ビューティフル - "America the Beautiful" (Samuel A. Ward, Katharine Lee Bates) - 4:01
2. テネシー・ワルツ - "Tennessee Waltz" (Pee Wee King, Redd Stewart) - 6:49
3. モティヴェイション - "Motivation" (George Adams) - 4:35
4. 故郷の人々 - "Old Folks at Home" (Stephen Foster) - 5:34
5. ジー・ベイビー - "Gee Baby, Ain't I Good to You?" (Andy Razaf, Don Redman) - 7:20
6. ボールゲームに連れてって - "Take Me Out to the Ball Game" (Jack Norworth, Albert Von Tilzer) - 2:41
7. ユー・アー・マイ・サンシャイン - "You Are My Sunshine" (Jimmie Davis, Charles Mitchell) - 5:07
8. わが心のジョージア - "Georgia on My Mind" (Hoagy Carmichael, Stuart Gorrell) - 8:16
9. ハヴ・ユー・サンクト・アメリカ - "Have You Thanked America?" (G. Adams) - 6:51
10. 星条旗 - "The Star Spangled Banner" (Francis Scott Key) - 1:40

## 参加ミュージシャン
- ジョージ・アダムス - テナー・サクソフォーン、ボーカル(on #3, #5, #9)、フルート(on #4)
- ヒュー・ロウソン - ピアノ(on #1, #2, #3, #4, #5, #7, #8, #9)
- セシル・マクビー - ベース(on #1, #2, #3, #4, #5, #7, #9)
- マーク・ジョンソン - ドラムス(on #1, #2, #3, #4, #5, #7, #9)